# Het Hogeland
Het Hogeland is een gemeente met 48.224 inwoners (22 november 2024, bron: CBS) in het noorden van de Nederlandse provincie Groningen. Er zijn gemeentelijke vestigingen in Winsum en Uithuizen. In laatstgenoemde plaats vergadert de gemeenteraad, het gemeentebestuur zetelt in het bestuurscentrum in Winsum, een voormalig notariskantoor en gemeentehuis.

## Ontstaansgeschiedenis
De gemeente ontstond op 1 januari 2019 door een fusie van de gemeenten Bedum, Eemsmond, De Marne en Winsum.
De gemeentebesturen van de vier gemeenten hebben alle tegelijkertijd, op 13 oktober 2016, het fusieplan aan de gemeenteraden voorgelegd. Resultaat was dat alle gemeenteraden instemden met de fusie.
De streek Middag oftewel de voormalige gemeente Ezinge, sinds 1990 behorend tot de gemeente Winsum, is niet opgegaan in de gemeente Het Hogeland, maar in de gemeente Westerkwartier.
In aanloop naar de vorming van de fusiegemeente Eemsdelta (Delfzijl, Appingedam en Loppersum) in 2021 werd in Middelstum, dat tot de gemeente Loppersum behoorde, gepleit om over te gaan naar Het Hogeland. Dit gebeurde echter niet. Het deel van Loppersum ten westen van de Eemshavenweg (voormalige gemeente Middelstum) had op 1 januari 2018 in totaal 2.580 inwoners.

## Naam
De naam is ontleend aan het historische district Hogeland of Hoogeland. De inwoners kregen in 2017 de gelegenheid te stemmen voor de definitieve naam door middel van een enqûete. 75% koos voor Het Hogeland. Hiermee vielen de alternatieven Het Marenland en Hunsingo af.
De historische landstreek Hogeland omvat ook een deel van de gemeente Eemsdelta (de voormalige gemeente Loppersum en een deel van de gemeenten Appingedam en Delfzijl). De voormalige gemeente Bedum ten zuiden van Winsumerdiep en Boterdiep wordt vanouds niet tot het Hogeland gerekend. Onderdendam ligt op de grens van beide gebieden.

## Plaatsen

### Grootste kernen
| Woonplaats (BAG) | Inwoners 2023 |
| ---------------- | ------------- |
| Bedum            | 8.885         |
| Winsum           | 7.525         |
| Uithuizen        | 5.520         |
| Uithuizermeeden  | 3.570         |
| Warffum          | 2.190         |
| Leens            | 1.665         |
| Baflo            | onbekend      |

### Kernen
Adorp, Baflo, Bedum, Broek, Den Andel, Doodstil, Eenrum, Eppenhuizen, Groot Wetsinge, Hornhuizen, Houwerzijl, Kantens, Klein Wetsinge, Kleine Huisjes, Kloosterburen, Kruisweg, 't Lage van de Weg, Lauwersoog, Leens, Mensingeweer, Molenrij, Niekerk, Noordwolde, Oldenzijl, Onderdendam, Oosteinde, Oosternieland, Oudeschip, Pieterburen, Rasquert, Roodeschool, Rottum, Saaxumhuizen, Sauwerd, Schouwerzijl, Stitswerd, Tinallinge, Uithuizen, Uithuizermeeden, Ulrum, Usquert, Vierhuizen, Warffum, Warfhuizen, Wehe-den Hoorn, Westernieland, Winsum, Zandeweer, Zoutkamp, Zuidwolde en Zuurdijk.

### Buurtschappen
Abbeweer, Alinghuizen, Arwerd, Bellingeweer, Breede, De Dingen, Douwen, Ellerhuizen, Ernstheem, Ewer, Grijssloot, Groot Maarslag, Hammeland, Harssens, Hefswal, Hekkum, Hiddingezijl, De Houw, Kaakhorn, Katershorn, Klei, Klein Garnwerd, Koningslaagte, Koningsoord, Krassum, Lutje Marne, Lutjewolde, Maarhuizen, Menkeweer, Nijenklooster, Noordpolderzijl, Obergum, Oldenzijl, Oldorp, Onderwierum, Oosterhörn, Oudedijk, Paapstil, Plattenburg, De Raken, Ranum, Het Reidland, Rodewolt, Roodehaan, Schapehals, Schaphalsterzijl, Schilligeham, Schouwen, Sint Annerhuisjes, Startenhuizen, 't Stort, Takkebos, Ter Laan, Tijum, Tinallinge, Valcum, Valom, De Vennen, Wadwerd, Westerdijkshorn, Westerklooster, Wierhuizen, Wierum, Wierumerschouw (gedeeltelijk), 't Wildeveld, Willemsstreek en Zevenhuizen.

### Eilanden
De Waddeneilanden Rottumeroog en Rottumerplaat behoren tot de gemeente Het Hogeland.

### Zeehavens
Tot de gemeente Het Hogeland behoren de Eemshaven, Lauwersoog en de hoogtijhaven bij Noordpolderzijl.

## Gemeentebestuur

### Gemeenteraad
| Partij                        | 2018 | 2022 |
| ----------------------------- | ---- | ---- |
| GemeenteBelangen Het Hogeland | 8    | 8    |
| PvdA                          | 4    | 4    |
| CDA                           | 6    | 4    |
| ChristenUnie                  | 4    | 4    |
| GroenLinks                    | 3    | 3    |
| Hogeland Lokaal Centraal      | -    | 3    |
| Lokaal Sociaal                | -    | 2    |
| VVD                           | 2    | 1    |
| SP                            | 2    | -    |
| Totaal                        | 29   | 29   |

De zetels van de bestuursmeerderheid worden dik aangegeven.

### College van B&W
De coalitie voor de periode 2022-2026 bestaat uit GemeenteBelangen, PvdA, GroenLinks en VVD. Zie hieronder het college van burgemeester en wethouders voor de periode 2022-2026.
| Naam                     | Functie            | Partij           | Portefeuille |
| ------------------------ | ------------------ | ---------------- | --- |
| Hans Broekhuizen         | Burgemeester       | CDA              | - Openbare orde en veiligheid - Handhaving - Bestuurlijke organisatie - Personeel en organisatie - Informatie-en communicatietechnologie (ICT) - Communicatie - Aardbevingen en veiligheid - NPG, lokaal programmaplan - Gasdossier (samen met wethouder Hefting) - Coördinatie asielzaken |
| Eltjo Dijkhuis           | Wethouder          | GemeenteBelangen | - Financiën - Ruimtelijke ordening - Duurzame economie en ondernemerschap - Kunst, cultuur en erfgoed - Grondzaken - Opgavegericht werken - Opgave: Eemshaven+ |
| Karen Hansems            | Wethouder          | GemeenteBelangen | - Jeugd en jongeren - Onderwijs - Sport en bewegen - Volksgezondheid - Maatschappelijke ondersteuning - Opgave: Transformatie sociaal domein |
| Han Hefting              | Wethouder          | PvdA             | - Inkomen, schuldhulp en armoede - Arbeidsmarkt en een leven lang leren - Wonen en leefbaarheid - Versterking en dorpsvernieuwing - Zorg voor ontheemden - Gasdossier (samen met burgemeester Bolding) - Opgave: Transformatie sociaal domein                                              |
| Arjen Nolles             | Wethouder          | GroenLinks       | - Ontwikkeling landbouw, visserij en natuur - Milieu en kringloopeconomie - Grondstoffenbeleid (afval) - Vergunningverlening en toezicht - Recreatie en toerisme - Coördinerend wethouder energietransitie - Opgave: Gebied Reitdiep-zone en Lauwersmeer                                   |
| Stefan van Keijzerswaard | Wethouder          | VVD              | - Mobiliteit - Publiek Vervoer - Integraal beheer openbare ruimte (IBOR) waaronder: - Groenonderhoud - Wegbeheer - Openbare verlichting - Water en riolering - Gebouwen, sportgebouwen en Facilitaire zaken - Gemeentelijke huisvesting - Opgave: Gebied Waddenkust                        |
| Paul van Vilsteren       | Gemeentesecretaris |                  | |

Per 1 augustus 2025 komt de burgemeesterspost vacant. Op 12 maart 2025 werd Hans Broekhuizen voorgedragen als nieuwe burgemeester. Verwacht wordt dat de beëdiging op 25 augustus van dat jaar plaats zal vinden.

## Monumenten
In de gemeente zijn er een aantal rijksmonumenten, gemeentelijke monumenten en oorlogsmonumenten, zie:
- Lijst van rijksmonumenten in Het Hogeland
- Lijst van gemeentelijke monumenten in Het Hogeland
- Lijst van oorlogsmonumenten in Het Hogeland
- Lijst van beelden in Het Hogeland

## Bevolking in de loop der jaren
De gemeente Het Hogeland bestaat uit de gebieden van de voormalige gemeenten: Ulrum, Leens, Kloosterburen, Eenrum, Baflo, Warffum, Usquert, Hefshuizen (Uithuizen en Uithuizermeeden), Kantens, Winsum, Bedum en Adorp. In 1990 gaan deze gemeenten samen tot vier gemeenten: De Marne, Eemsmond, Winsum terwijl Bedum zelfstandig blijft. Per 1 januari 2019 is het huidige grondgebied gevormd. Alle bevolkingsaantallen zijn hier op gebaseerd en dus exclusief de voormalige gemeente Ezinge die niet behoort tot de huidige gemeente Het Hogeland maar wel behoorde tot de gemeente Winsum tussen 1990 en 2019.
- 1960 - 46.816 inwoners
- 1970 - 45.056 inwoners
- 1980 - 50.831 inwoners
- 1990 - 48.837 inwoners
- 1995 - 49.594 inwoners
- 2000 - 50.385 inwoners
- 2005 - 51.453 inwoners
- 2010 - 49.747 inwoners
- 2015 - 48.542 inwoners
- 2020 - 47.801 inwoners
- 2025 - 48.190 inwoners

(Bron: CBS Statline)

## Aangrenzende gemeenten
| Aangrenzende gemeenten          | Aangrenzende gemeenten | Aangrenzende gemeenten | Aangrenzende gemeenten | Aangrenzende gemeenten |
| ------------------------------- | ---------------------- | ---------------------- | ---------------------- | ---------------------- |
| Schiermonnikoog (Fr) (Noordzee) |                        |                        |                        |                        |
|                                 |                        |                        |                        |                        |
| Noardeast-Fryslân (Fr)          |                        |                        |                        |                        |
|                                 |                        |                        |                        |                        |
| Westerkwartier                  |                        | Groningen              |                        | Eemsdelta              |

## Dialect
In de gemeente Het Hogeland wordt een variant van het Gronings gesproken, het Hogelandsters.